# Temporada de furacões no Atlântico de 1909
A temporada de furacões no Atlântico de 1909 foi uma temporada média de furacões no Atlântico. A temporada produziu treze ciclones tropicais, doze dos quais se tornaram tempestades tropicais; seis se tornaram furacões e quatro deles se fortaleceram em grandes furacões. A primeira tempestade da temporada se desenvolveu em 15 de junho enquanto a última tempestade fez a transição para um ciclone extratropical em 14 de novembro. A tempestade mais notável durante a temporada formou-se no final de agosto, a leste das Pequenas Antilhas. O furacão devastou as Pequenas Antilhas, as Grandes Antilhas e o México, deixando cerca de 4.000 mortes e mais de $ 50 milhões (1909 USD ) em danos.
A temporada de 1909 foi muito mortal e destrutiva, apresentando pelo menos 4.673 mortes e $ 77,3 milhões em danos, principalmente devido ao sexto e oitavo furacões da temporada. Em meados de julho, a quarta tempestade da temporada atingiu Freeport, Texas, como um furacão de categoria 3, matando 41 pessoas e causando US$ 2 milhões em danos. Em meados de setembro, a oitava tempestade da temporada atingiu a costa perto de Grand Isle, Louisiana, como um furacão de categoria 3, matando pelo menos 350 pessoas e causando $ 10 milhões em danos. A onda de tempestade da tempestade é responsável por destruir milhares de casas, uma vez que penetrou 3.2 km (2 mi) interior. Em meados de outubro, a décima primeira tempestade da temporada se desenvolveu e se espalhou por Cuba, Florida Keys e Bahamas como um furacão de categoria 3. Pelo menos $ 2 milhões em danos foram causados, e pelo menos 22 óbitos foram registrados. Por fim, a tempestade final da temporada atingiu o leste da Jamaica e Hispaniola como um furacão antes de se transformar em um ciclone extratropical a nordeste das Bahamas. A tempestade matou 198 pessoas e causou $ 7 milhões em danos.

## Resumo da temporada

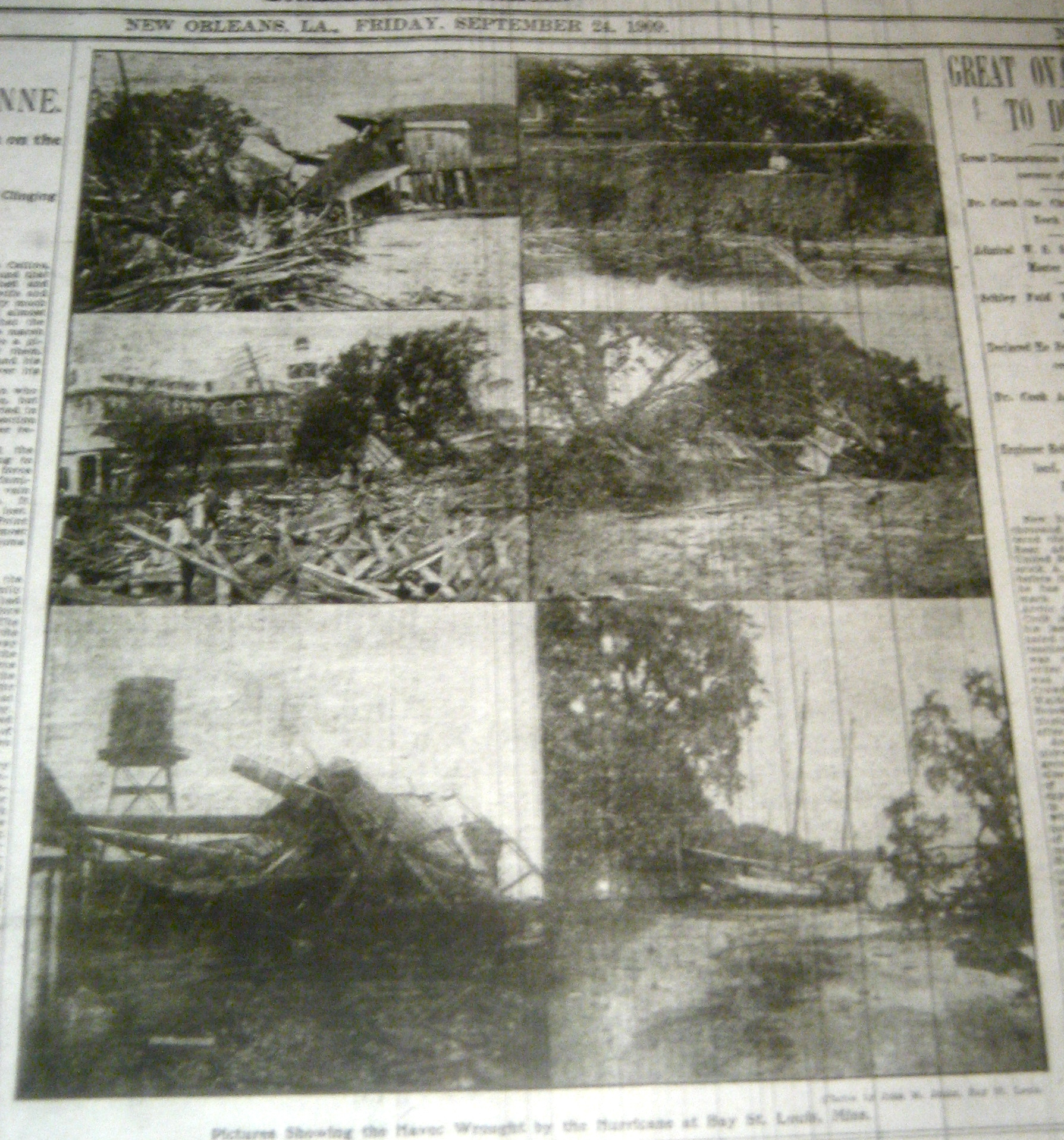
Danos causados pelo furacão Grand Isle em Bay St. Louis, Mississippi

A ciclogênese tropical começou em ou pouco antes de 15 de junho, quando o primeiro sistema foi inicialmente detectado no sudoeste do Caribe. O mês de junho contou com outras duas tempestades. Um ciclone se formou em julho, o furacão Velasco. Agosto foi o mês mais ativo, com quatro tempestades tropicais, incluindo o furacão Monterrey. Havia dois sistemas em setembro. O primeiro, o furacão Grand Isle, foi o ciclone tropical mais intenso da temporada, com ventos máximos sustentados de 190 km/h (120 mph) e uma pressão barométrica mínima de 952 mbar (28.1 inHg)  . Outubro e novembro apresentaram uma tempestade cada, o furacão Florida Keys e o furacão das Grandes Antilhas, respectivamente. O décimo segundo e último ciclone da temporada, o furacão das Grandes Antilhas fez a transição para um ciclone extratropical sobre o Oceano Atlântico a nordeste das Pequenas Antilhas em 14 de novembro.
A temporada teve um total de 12 tempestades tropicais, 6 das quais se intensificaram em furacões. Esta foi a maior tempestade tropical em uma temporada desde o total de 13 em 1901. A reanálise de Christopher Landsea et al. em 2011 resultou na adição de duas tempestades tropicais, que estão listadas como a primeira e a sétima tempestades. Em 1999, José F. Partagás e Henry F. Diaz descobriram evidências confirmando a existência de um sistema tropical em novembro, enquanto Landsea et al. atualizou o sistema de uma tempestade tropical para um furacão categoria dois nos dias modernos Saffir-Simpson furacão escala de vento. Além disso, a segunda tempestade da segunda também foi atualizada para um furacão, aumentando o número de furacões nos Estados Unidos para cinco, o maior número em uma temporada desde 1893. Todos os 12 da temporada tempestades tropicais atingiram a costa. Coletivamente, as tempestades causaram mais de $ 77,3 milhões em danos e pelo menos 4.673 fatalidades.
A atividade da temporada foi refletida com uma classificação de energia ciclônica acumulada (ACE) de 93. ACE é uma métrica usada para expressar a energia usada por um ciclone tropical durante sua vida. Portanto, uma tempestade com maior duração terá altos valores de ACE. É calculado apenas em incrementos de seis horas em que sistemas tropicais e subtropicais específicos estão em ou acima de velocidades de vento sustentadas de 63 km/h (39 mph), que é o limite para a intensidade das tempestades tropicais. Assim, as depressões tropicais não estão incluídas aqui.

## Sistemas

### Tempestade tropical Um
O primeiro ciclone tropical da temporada foi identificado pela primeira vez como uma depressão tropical perto da costa sudeste da Nicarágua em 15 de junho. Seguindo para o norte, a depressão se intensificou em uma tempestade tropical em 12 horas. Operacionalmente, este sistema não foi classificado como uma tempestade tropical, pois havia incerteza quanto à medição dos ventos com força de tempestade tropical. Mantendo um movimento lento para o norte, o sistema atingiu ventos de pico de 72 km/h (45 mph). Em Junho Em 18 de novembro, ele gradualmente se virou para o oeste, levando a tempestade a atingir a costa perto de Puerto Cabezas, na Nicarágua, na manhã seguinte. Uma vez por terra, a tempestade enfraqueceu, primeiro para uma depressão tropical antes de se dissipar perto da fronteira Nicarágua- Honduras durante a noite de 19 de junho. Devido à fragilidade do sistema, poucas informações foram registradas nele. Ao longo de sua existência, os navios da região sugeriram uma pressão mínima de 1009 mbar (hPa; 1,009 mbar (29.8 inHg) ).

### Furacão Dois
No final de junho, o segundo ciclone tropical da temporada se desenvolveu perto de Florida Keys. Suas origens são desconhecidas e as primeiras indicações do sistema foram como uma tempestade tropical. Depois de seguir para o noroeste em direção à Louisiana por cerca de um dia. O sistema mudou bruscamente de direção e tomou um caminho direto para a costa sul do Texas. até 29 de junho, estimou-se que a tempestade se intensificou em um furacão mínimo, atingindo ventos de 121 km/h (75 mph). No entanto, a reanálise da tempestade Partagás em 1999 indicou que era apenas uma tempestade tropical. Pouco antes de o furacão atingir a costa perto de Brownsville, Texas, atingiu seu pico de intensidade como uma categoria moderna. 2 ciclone com ventos de 160 km/h (100 mph). Uma pressão barométrica de 972 mbar (hPa; 972 mbar (28.7 inHg) ) foi registrado quando a tempestade se moveu para o interior. até 30 de junho, o sistema enfraqueceu para uma tempestade tropical e cruzou o norte do México; o ciclone se dissipou várias horas depois.
Ao atingir a costa, o furacão trouxe uma tempestade superior a 1.5 m (5 ft), inundando áreas costeiras baixas, como a Ilha do Padre. Ventos até 77 km/h (48 mph) foram registrados tão ao norte quanto Corpus Christi ; no entanto, nenhum vento conhecido foi medido onde o sistema atingiu a costa. Durante um período de 24 horas, 250 mm (10 in) de chuva caiu em Mercedes, Texas. Essas fortes chuvas resultaram em inundações substanciais ao longo do Rio Grande na semana seguinte. Perto de Brownsville, uma cidade no México foi inundada depois que o rio transbordou em 4 de julho. Inundações persistiram no país até 10 de julho, deixando para trás danos substanciais. Embora nenhuma morte tenha ocorrido, as perdas totais do furacão chegaram a US $ 1,3 milhões, quase todos atribuídos a ferrovias destruídas no México.

### Tempestade tropical Três
Uma depressão tropical se desenvolveu perto das Ilhas Turks e Caicos em junho 26; movendo-se para oeste-noroeste, a depressão atingiu a Ilha Great Inagua, nas Bahamas. Às 12:00 UTC no dia seguinte, a tempestade curvou-se para noroeste e se tornou uma tempestade tropical. Enquanto situado perto de Andros por volta das 12:00 UTC em 28 de junho, o ciclone atingiu o pico com ventos de 80 km/h (50 mph). Cerca de oito horas depois, atingiu a costa perto de Fort Lauderdale, na Flórida. A tempestade emergiu no Golfo do México perto de Cedar Key no início de 30 de junho, antes de atingir a costa perto de St. Marks perto das 14:00 UTC com ventos de 64 km/h (40 mph). Embora o sistema tenha enfraquecido rapidamente para uma depressão tropical, ele permaneceu um ciclone tropical enquanto se movia em um caminho semicircular pelo sudeste dos Estados Unidos. no início de 3 de julho, a tempestade emergiu no Atlântico perto de Beaufort, Carolina do Sul. Nessa época, Charleston observou uma pressão barométrica de 1,005 mbar (29.7 inHg), o menor em relação ao sistema. A tempestade moveu-se para leste-sudeste e continuou enfraquecendo, até se dissipar entre as Bermudas e a Grande Bahama no final de 4 de julho.
Na Flórida, a tempestade trouxe fortes chuvas em algumas áreas. Havia água parada nas ruas de Bartow e Lakeland. Em Tampa, ventos superiores a 48 km/h (30 mph) quebrou algumas janelas. Também houve impacto "considerável" nas plantações e nos fios telegráficos e telefônicos. Ao longo da costa, várias pequenas embarcações foram danificadas.

### Furacão Quatro
O Furacão Velasco de 1909 

Uma depressão tropical foi observada pela primeira vez nas proximidades das Ilhas de Barlavento em 13 de julho. Permanecendo fraco nos dias seguintes, o sistema começou a se intensificar depois de se aproximar da Jamaica em 17 de julho, quando se tornou uma tempestade tropical. Curvando-se para o noroeste, o ciclone atingiu a força do furacão em 18 de julho perto da ponta ocidental de Cuba. A intensificação parou enquanto se movia para o oeste através do Golfo do México, mas recomeçou quando o furacão se aproximou da costa do Texas. A tempestade se aprofundou em um furacão categoria três em 21 de julho e posteriormente atingiu seu pico de intensidade com ventos de 185 km/h (115 mph). Pouco tempo depois, o furacão atingiu a costa perto de Velasco, Texas. Uma vez sobre a terra, o sistema começou a enfraquecer rapidamente e se dissipou perto do Rio Grande em 22 de julho.
Em Cuba, a tempestade trouxe mar agitado, ventos fortes e chuvas persistentemente fortes durante dois dias, inundando as ruas de Batabanó com cerca de 0.91 m (3 ft) de água. Vários navios também afundaram, mas nenhuma morte ocorreu. No Texas, ondas fortes causaram vários incidentes de navegação offshore, e tempestades inundaram áreas da costa do Texas, embora os danos em Galveston tenham sido mitigados principalmente pelo Galveston Seawall. Em Velasco, uma das cidades mais atingidas, apenas oito edifícios permaneceram intactos após o furacão. Ventos fortes forçaram o fechamento de trens e destruíram e derrubaram várias infraestruturas. Chuvas fortes no interior atingiram um pico de 8,5 emnbsp;in (220 mm) em Hallettsville. O furacão causou 41 mortes e $ 2 milhões em danos no Texas.

### Tempestade tropical Cinco
Em 6 de agosto, uma nova depressão tropical foi identificada entre Jamaica e Honduras. Seguindo para noroeste, o sistema se intensificou gradualmente, atingindo o status de tempestade tropical perto das Ilhas Cayman mais tarde naquele dia. Em agosto No dia 7 de novembro, a tempestade virou para o oeste e atingiu seu pico de intensidade próximo à costa da Península de Yucatán com ventos de 72 km/h (45 mph) e uma pressão de 1004 mbar (hPa; 1,004 mbar (29.6 inHg) ). Horas depois, o ciclone atingiu a costa perto de Cancún e enfraqueceu para uma depressão tropical horas depois. Continuando para o oeste, o sistema voltou sobre a água em 9 de agosto, sobre a Baía do Campeche. Poucas horas depois de fazer isso, ele recuperou o status de tempestade tropical, pois seu movimento para frente aumentou rapidamente. Durante a tarde de agosto Em 10 de dezembro, a tempestade fez seu pouso final perto de Tampico, Tamaulipas, antes de se dissipar rapidamente sobre o terreno montanhoso do México mais tarde naquele dia.

### Depressão tropical
Uma depressão tropical formou-se a sudoeste das Ilhas de Cabo Verde em 7 de agosto. Um navio próximo registrou ventos de 84 km/h (52 mph) e uma pressão barométrica de 1,004 mbar (29.6 inHg) mais tarde naquele dia. Assim, a depressão pode ter se intensificado em uma tempestade tropical. No entanto, devido a dados escassos, não está claro se a depressão permaneceu como um ciclone tropical nos próximos dias enquanto seguia para o oeste. A presença de uma circulação fechada em 14 de agosto e 18 de agosto foi confirmado por mapas meteorológicos históricos. Na última data, a depressão novamente pode ter se tornado uma tempestade tropical, embora os dados do navio observando ventos com força de tempestade tropical possam não ser confiáveis. Nenhuma evidência de uma circulação fechada existe além de 18 de agosto e, portanto, a depressão provavelmente se dissipou.

### Furacão Seis
O Furacão Monterrey de 1909
Originário de uma tempestade tropical a leste das Ilhas Barlavento em agosto Em 20 de novembro, a tempestade seguiu para oeste-noroeste, entrando no Mar do Caribe como um furacão mínimo no dia seguinte. Após golear o Hispaniola em agosto Em 23 de novembro, o furacão atingiu outra costa no leste de Cuba antes de entrar novamente no Caribe. Uma vez de volta ao mar aberto, a tempestade se intensificou em um furacão categoria três e atravessou a ponta norte da Península de Yucatán. até agosto Em 26 de novembro, a tempestade emergiu no Golfo do México como um sistema enfraquecido, mas em reagrupamento. Atingiu seus ventos máximos de 190 km/h (120 mph) naquela noite. Mantendo essa intensidade, o sistema atingiu o estado mexicano de Tamaulipas no final de 27 de agosto e se dissipou rapidamente na tarde seguinte.
Ao longo de sua existência, o furacão permaneceu relativamente próximo à terra, de modo que, consequentemente, afetou muitas áreas do norte do Mar do Caribe. Embora a tempestade tenha impactado várias ilhas, apenas o Haiti relatou danos durante a passagem do furacão. No nordeste do México, ocorreram inundações catastróficas devido à tempestade, especialmente na cidade de Monterrey. Naquela cidade, mais da metade das estruturas foram inundadas, centenas foram destruídas, e 20.000 as pessoas ficaram desabrigadas. Em todo o México, relatórios indicavam que 4.000 pessoas foram mortas pelo furacão, tornando-o o décimo furacão mais mortal do Atlântico já registrado. As perdas monetárias também foram estimadas em mais de $ 50 milhão.

### Tempestade tropical Sete
Uma área de baixa pressão formou-se sobre a região central do Golfo do México entre 19 de agosto e 20 de agosto. Navios e mapas meteorológicos indicam que uma depressão tropical se desenvolveu do baixo para o noroeste da ponta ocidental de Cuba às 00:00 UTC em 22 de agosto. O sistema moveu-se para noroeste e se intensificou em uma tempestade tropical por volta de 24 horas mais tarde. Às 12:00 UTC em 23 de agosto, estima-se que os ventos sustentados tenham atingido um pico de 80 km/h (50 mph). A tempestade começou a se curvar para oeste-sudoeste logo em seguida. final de agosto Em 24 de novembro, o ciclone enfraqueceu para uma depressão tropical ao se aproximar da costa do México, com o enfraquecimento provavelmente causado pelo cisalhamento do vento gerado pela sexta tempestade. O ciclone atingiu o norte de Tamaulipas, perto da fronteira dos Estados Unidos, no início do dia seguinte e se dissipou prontamente. A maior velocidade do vento observada em terra foi de 58 km/h (36 mph) em Nova Orleans.

### Tempestade tropical Oito
Um navio indicou pela primeira vez a presença desta tempestade cerca de 95 km a nordeste de Samana Cay nas Bahamas em 28 de agosto. O ciclone moveu-se para oeste-noroeste e atingiu o extremo sul das Ilhas Ábaco mais tarde naquele dia. no início de 9 de agosto, estima-se que a tempestade tenha atingido o pico com ventos máximos sustentados de 80 km/h (50 mph), com base em uma pressão barométrica mínima de 1,009 mbar (29.8 inHg) observado por um navio. O ciclone atingiu a costa por volta das 09:00 UTC perto da atual Boca Raton, Flórida. Movendo-se para o interior, o sistema enfraqueceu para uma depressão tropical no início de 30 de agosto enquanto apenas a oeste do Lago Okeechobee, onde começou a curvar para noroeste. Por volta do meio-dia, o ciclone virou para nordeste. final de agosto Em 30 de outubro, a tempestade ressurgiu no Oceano Atlântico e se fortaleceu novamente em uma tempestade tropical no início do dia seguinte. A reintensificação foi de curta duração, com o ciclone enfraquecendo para uma depressão tropical e dissipando cerca de 190 km (120 mi) ao sudeste de Charleston, Carolina do Sul.

### Furacão Nove
O Furacão Grand Isle de 1909 

Durante o início de setembro, uma perturbação tropical sobre o Atlântico ocidental começou a se fortalecer à medida que se movia em direção às Pequenas Antilhas. até 13 de setembro, o sistema tornou-se suficientemente organizado para ser classificado como uma depressão tropical. Movendo-se para oeste-noroeste, a depressão atingiu o status de tempestade tropical perto da Jamaica em 15 de setembro e intensidade do furacão no dia seguinte. até 18 de setembro, o furacão atingiu ventos de 160 km/h (100 mph) enquanto se movia sobre a ponta ocidental de Cuba. Após um breve enfraquecimento devido à interação com a terra, a tempestade voltou a se intensificar sobre o Golfo do México, atingindo ventos de 190 km/h (120 mph), tornando-se o terceiro grande furacão da temporada. Mantendo essa força, a tempestade finalmente atingiu a costa perto de Grand Isle, Louisiana, em 21 de setembro. O enfraquecimento rápido ocorreu à medida que se movia rapidamente para o norte, dissipando-se no dia seguinte sobre o Missouri.
No oeste de Cuba, a tempestade trouxe ventos fortes e fortes precipitações em várias áreas. Numerosos edifícios sofreram graves danos e uma grande parte da colheita de laranja foi perdida. Os navios foram empurrados para a costa pelas grandes ondas do furacão. Em toda a província de Pinar del Río, os danos foram estimados em cerca de US$ 1 milhão. O navio a vapor Nicholas Castina virou perto da Isla de la Juventud, afogando pelo menos 29 pessoas. pessoas. Nos Estados Unidos, o furacão matou pelo menos 350 pessoas e rendeu US$ 10 milhões em danos. Milhares de casas foram destruídas pela poderosa onda de tempestade do ciclone que penetrou 3.2 km (2 mi) interior. Os estados de Louisiana, Mississippi e Alabama sofreram os danos mais graves, especialmente devido aos ventos fortes que cobriram uma grande área.

### Tempestade tropical Dez
Observações de um navio e mapas meteorológicos indicam que uma depressão tropical se desenvolveu perto da costa norte da Isla de la Juventud em 24 de setembro. Movendo-se para o norte, a depressão logo atingiu a costa caribenha da atual província de Artemisa, em Cuba. Fortes chuvas e rajadas de vento foram relatadas na agora extinta Província de Santa Clara. A depressão emergiu no Golfo do México e não se intensificou ainda mais antes de atingir a costa perto de Naples, Flórida, no final de 25 de setembro. Movendo-se para nordeste, o ciclone emergiu no Oceano Atlântico e se fortaleceu em uma tempestade tropical por volta das 12h. UTC em 26 de setembro. cerca de 24 horas depois, o sistema atingiu o pico com ventos máximos sustentados de 97 km/h (60 mph). Depois disso, a tempestade começou a enfraquecer. No entanto, em 28 de setembro, um navio observou uma pressão barométrica de 1,000 mbar (30 inHg), o mais baixo conhecido em relação à tempestade. Por volta das 00:00 UTC em setembro Em 29 de novembro, o ciclone enfraqueceu para uma depressão tropical a oeste das Bermudas e se dissipou logo em seguida.

### Furacão Onze
Furacão Key West de 1909 

A tempestade foi detectada pela primeira vez no Caribe cerca de 55 km a noroeste de Cartagena, Colômbia, em 6 de outubro. Inicialmente uma depressão tropical, o sistema tornou-se uma tempestade tropical no início do dia seguinte enquanto se dirigia para noroeste. até 8 de outubro, a tempestade tornou-se um furacão categoria um a sudoeste da Jamaica. O furacão fez uma curva para oeste-noroeste e se intensificou ao longo do dia seguinte, tornando-se categoria 3 intensidade no final de 9 de outubro. O ciclone atingiu o pico com ventos de 190 km/h (120 mph) no início de 10 de outubro. Mais tarde naquele dia, virou para o norte e atingiu Sandino, província de Pinar del Río. Depois de atravessar a extremidade oeste de Cuba, a tempestade entrou no Estreito da Flórida e virou para nordeste. O furacão atingiu a costa perto de Marathon, Flórida, no final de 11 de outubro com ventos de 185 km/h (115 mph). Posteriormente, o sistema enfraqueceu rapidamente ao cruzar o noroeste das Bahamas e o Atlântico ocidental, caindo para a intensidade da tempestade tropical no final de 12 de outubro. cerca de 24 horas depois, enfraqueceu para uma depressão tropical e então se dissipou 320 km a nordeste das Bermudas.
No oeste de Cuba, ventos fortes e grandes ondas deixaram graves danos. As cidades de Cayuco e La Fe na província de Pinar del Río foram completamente destruídas, enquanto Guane sofreu uma devastação considerável e todas as casas em Puerto Esperanza sofreram danos devido aos ventos fortes. Somente em Havana, a tempestade causou cinco mortes e cerca de US$ 1 milhões em danos. As grandes ondas atingiram a costa da Península de Yucatán, no México, causando o afogamento de muitos pescadores e suas famílias. Em Key West, as ruas viraram uma "confusão de destroços", com pelo menos 500 casas foram destruídas e pelo menos 400 edifícios em toda a cidade foram danificados ou demolidos. No geral, os danos em Key West atingiram aproximadamente US$ 2 milhões e houve dois feridos fatais. Pior dano em Key West desde os furacões de 1870. Os danos à ferrovia de Keys não foram tão grandes quanto o furacão semelhante de 1906. Em vários locais em Florida Keys, a Florida East Coast Railway foi danificada. Doze mortes ocorreram em Bahia Honda Key depois que o rebocador Sybil naufragou lá. Em Maratona, o cronometrista morreu afogado. Em Miami, várias estruturas foram derrubadas, enquanto o hotel recém-construído sofreu danos graves, mas o impacto se limitou principalmente a árvores caídas. Ao longo de seu caminho, a tempestade matou 34 pessoas.

### Furacão Doze
A última tempestade da temporada se formou a partir de um grande sistema climático sobre o sudoeste do Mar do Caribe em 8 de novembro.  Seguindo para noroeste, o sistema se intensificou gradualmente. Em novembro Em 11 de novembro, a tempestade atingiu a ponta leste da Jamaica antes de atingir o status de furacão várias horas depois. Durante a tarde de novembro No dia 12, o furacão atingiu o nordeste do Haiti com ventos de 137 km/h (85 mph) antes de entrar no Oceano Atlântico. Uma vez no Atlântico, a tempestade se intensificou ainda mais para atingir ventos máximos de 169 km/h (105 mph) em 13 de novembro à medida que acelerava para o leste. O sistema transitou rapidamente para um ciclone extratropical no dia seguinte antes de ser absorvido por um sistema frontal a nordeste das Pequenas Antilhas.
Na Jamaica, chuvas torrenciais da tempestade, com pico de 2,908 mm (114.50 in) em Silver Hill Plantation, causou danos generalizados. Em todo o país, cerca de 500.000 bananeiras foram perdidas por causa das enchentes, cerca de 20% da produção de todo o país. A tempestade deixou 30 pessoas mortas e $ 7 milhões em danos. O Haiti próximo sofreu perdas mais severas com a tempestade, com 166 pessoas confirmadas como mortas e centenas de outras presumivelmente mortas. Além disso, o dano atingiu pelo menos $ 3 milhão. Inundações generalizadas e deslizamentos de terra destruíram aldeias inteiras e arruinaram o transporte.

## Efeitos sazonais
| Escala de Furacões de Saffir-Simpson |    |    |   |   |   |   |   |
| DT                                   | TS | TT | 1 | 2 | 3 | 4 | 5 |

| Um                    | 15 de junho–19            | Tempestade tropical | 75 (45)      | 1009         | Central America                                                                  | Nenhum        | 0     |                                    |
| Dois                  | 25 de junho–30            | Furacão categoria 2 | 155 (100)    | 972          | Texas, México                                                                    | $1,3 milhões  | 0     | [ 2 ]                              |
| Três                  | 26 de junho – 4 de julho  | Tempestade tropical | 85 (50)      | 1005         | Bahamas, Flórida, Geórgia                                                        | Desconhecido  | 0     |                                    |
| Quatro                | 13 de julho–22            | Furacão categoria 3 | 185 (115)    | 959          | Cuba, Texas                                                                      | $2 milhões    | 41    | [ 10 ]                             |
| Cinco                 | 6 de agosto–10            | Tempestade tropical | 75 (45)      | 1004         | Mexico                                                                           | Nenhum        | 0     |                                    |
| Sem número            | 7 de agosto–18            | Depressão tropical  | Desconhecido | 1004         | Nenhum                                                                           | Nenhum        | 0     |                                    |
| Seis                  | 20 de agosto–28           | Furacão categoria 3 | 195 (120)    | 955          | Pequenas Antilhas, Grandes Antilhas, México                                      | $50 milhões   | 4.000 | [ 20 ] [ 19 ] [ 22 ]               |
| Sete                  | 22 de agosto–25           | Tempestade tropical | 85 (50)      | Desconhecido | Luisiana, Texas, México                                                          | Nenhum        | 0     |                                    |
| Oito                  | 28 de agosto–31           | Tempestade tropical | 85 (50)      | 1009         | Bahamas, Florida, Georgia                                                        | Nenhum        | 0     |                                    |
| Nove                  | 13 de setembro–22         | Furacão categoria 3 | 195 (120)    | 952          | Cuba, Costa do Golfo dos Estados Unidos, Arkansas, Tennessee, Missouri, Illinois | $11 milhões   | 400   | [ 25 ] [ 27 ] [ 28 ]               |
| Dez                   | 24 de setembro–29         | Tempestade tropical | 95 (60)      | 1000         | Cuba, Flórida                                                                    | Nenhum        | 0     |                                    |
| Onze                  | 6 de outubro–13           | Furacão categoria 3 | 195 (120)    | 957          | Cuba, Flórida, Bahamas, Bermudas                                                 | $3 milhões    | 34    | [ 33 ] [ 34 ] [ 36 ] [ 38 ]        |
| Doze                  | 8 de novembro–14          | Furacão categoria 2 | 185 (105)    | Desconhecido | Grandes Antilhas                                                                 | $10 milhões   | 198   | [ 41 ] [ 42 ] [ 43 ] [ 44 ] [ 45 ] |
| Agregado da temporada |                           |                     |              |              |                                                                                  |               |       |                                    |
| 12 sistemas           | 15 junho – 14 de dezembro |                     | 195 (120)    | 952          |                                                                                  | $77,3 milhões | 4.673 |                                    |